# Gilberto Gómez González

Wappen von Gilberto Gómez

Gilberto Gómez González (* 12. Februar 1952 in Albeos, Spanien) ist Bischof von Abancay.

## Leben
Gilberto Gómez González empfing am 14. September 1975 das Sakrament der Priesterweihe. Er war Lehrer für spanische Sprache und spanische Literatur am Kleinen Seminar des Bistums Tui-Vigo. Seit 1986 ist er in Peru tätig. Er war Pfarrer im Bistum Abancay und Rektor zunächst des dortigen Kleinen Seminars, dann des Priesterseminars.
Am 22. Dezember 2001 ernannte ihn Papst Johannes Paul II. zum Titularbischof von Mozotcori und bestellte ihn zum Weihbischof in Abancay. Der Bischof von Abancay, Isidro Sala Ribera, spendete ihm am 16. März desselben Jahres die Bischofsweihe; Mitkonsekratoren waren der emeritierte Bischof von Abancay, Enrique Pélach y Feliú, und der Apostolische Nuntius in Peru, Erzbischof Rino Passigato. Am 20. Juni 2009 ernannte ihn Papst Benedikt XVI. zum Bischof von Abancay.